# حاجيلو
حاجيلو هي قرية في مقاطعة مشكين شهر، إيران. يقدر عدد سكانها بـ 242 نسمة بحسب إحصاء 2016.